# Bazoges-en-Paillers
Bazoges-en-Paillers é uma comuna francesa na região administrativa da Pays de la Loire, no departamento de Vendéia. Estende-se por uma área de 11,45 km². Em 2010 a comuna tinha 1 467 habitantes (densidade: 128,1 hab./km²).